# Činžat
Činžat – wieś w Słowenii, w gminie Lovrenc na Pohorju. W 2018 roku liczyła 162 mieszkańców.